# John Capel
John Capel Jr. (Brooksville, 27 ottobre 1978) è un ex velocista e giocatore di football americano statunitense.
In carriera è stato campione mondiale dei 200 metri piani e della staffetta 4×100 metri a Parigi Saint-Denis 2003.

## Palmarès
| Anno | Manifestazione  | Sede             | Evento      | Risultato | Prestazione | Note                                     |
| ---- | --------------- | ---------------- | ----------- | --------- | ----------- | ---------------------------------------- |
| 1999 | Universiadi     | Palma di Maiorca | 100 m piani | Argento   | 10"35       |                                          |
| 2000 | Giochi olimpici | Sydney           | 200 m piani | 8º        | 20"49       |                                          |
| 2003 | Mondiali        | Saint-Denis      | 200 m piani | Oro       | 20"30       |                                          |
| 2003 | Mondiali        | Saint-Denis      | 4 × 100 m   | Oro       | 38"06       |                                          |
| 2005 | Mondiali        | Helsinki         | 200 m piani | Bronzo    | 20"31       | Miglior prestazione personale stagionale |

## Campionati nazionali
- 1 volta campione nazionale dei 200 metri piani (2000)
- 1 volta campione nazionale indoor dei 200 metri piani (2003)

## Altre competizioni internazionali
2003
- Argento alla World Athletics Final ( Monaco), 100 m piani - 10"05

2004
- 4º alla World Athletics Final ( Monaco), 100 m piani - 10"25

2005
- 8º alla World Athletics Final ( Monaco), 200 m piani - 21"04